# Scalesia retroflexa
Scalesia retroflexa là một loài thực vật có hoa thuộc họ Asteraceae.
Loài này chỉ có ở Ecuador.
Chúng hiện đang bị đe dọa vì mất môi trường sống.